# ردود الفعل (الرياضة)
في العلوم الرياضية، تشير ردود الفعل أو الإفادة الراجعة Feedback إلى الإفادة والتعريف عن مسار الحركة ونتيجة الحركة. 
تعتبر الإفادة الراجعة عنصرا أساسيا في عملية التعلم الحركي (الرياضي). بالإضافة إلى أن الإفادة المستردة تعتبر التعليمات والتدريب البدني أموراً مهمة لعملية التعلم الحركي والرياضي.

## الهدف
الإفادة الراجعة أو المستردة هي معلومات متعلقة بالحركة وهي تـٌدرس علميا أثناء الحركة وبعد تنفيذ الحركة. يشار إلى معلومات الحركة من الأعضاء الحسية الخاصة بالشخص عادةً باسم الإفادة الراجعة الداخلية ، ويشار إلى معلومات الحركة من الخارج باسم الإفادة الراجعة الخارجية . هناك أساسا نوعين من ردود الفعل الخارجية:
1. الإفادات المتعلقة بالنتائج (أيضًا معرفة النتائج )،
2. ردود الفعل المتعلقة بالتقدم (المعروفة أيضًا باسم معرفة الأداء ).

يمكن تقديم الملاحظات (الإفادة الراجعة) شفهيًا أو من خلال وسائل أخرى (على سبيل المثال:  تكنولوجيا الفيديو ، والتصوير الفوتوغرافي ).

## المتغيرات في الإفادة الراجعة
الملاحظات:
- معلومات عن نقطة الضبط و/أو القيم الفعلية حول تنفيذ الحركة،
- محتوى المعلومات (أمثلة: صحيح/خطأ ، أو مرتفع جدًا أو سريع جدًا)،
- تردد الحركة والتوزيع (أمثلة: بعد كل حركة أو بشكل أقل تكرارًا، أو فقط بناءً على طلب المتحرك)،
- الوضع الزمني (في نفس وقت الحركة أو بعدها).

## روابط الويب
- بعض المتغيرات من ردود الفعل (للتعلم الحركي) لتجربتها